# Unionbrauerei Groß-Gerau
Die Unionbrauerei Groß-Gerau war eine 1868 gegründete Brauerei auf dem heutigen Gelände des Gewerbeparks „Alte Brauerei“ in der Frankfurter Straße 74 der Kreisstadt Groß-Gerau. Sie bestand von 1868 bis 1967 und hatte auf dem Höhepunkt ihres Erfolgs einen Ausstoß von 100.000 Hektolitern.

## Geschichte

Hof der Union-Brauerei um das Jahr 1900. In der Bildmitte sitzend Ferdinand und Ludwig Marxsohn.

Die Belegschaft der Groß-Gerauer Unionbrauerei im Jahr 1905.

Marxsohn hieß eine alteingesessene Bier-Brauerfamilie aus Königstädten. Aus dieser meldete Baruch Marxsohn mit Datum vom 29. Oktober 1868 eine Brauerei in der Frankfurter Straße in Groß-Gerau an. 1863 hatte er zuvor bereits eine Mälzerei in der gleichen Straße errichtet, allerdings noch auf Höhe des damaligen Innenstadtgebietes, gegenüber dem alten Stadthaus und südlich der Bahnlinie von Darmstadt nach Mainz. Da das Betriebsgelände dort jedoch zu klein war, erbaute man die eigentliche Brauerei dann vor den Toren der Stadt an der Frankfurter Straße 74, nördlich der Bahnstrecke, anfangs noch unter dem Namen „Parkbrauerei“.
Die Nachfolger von Baruch Marxsohn benannten die Firma am 9. Januar 1897 in Unionbrauerei um. Als Gesellschafter wurden seinerzeit eingetragen: Baruch, Simon, Ferdinand, Ludwig und Albert Marxsohn, alle in Groß-Gerau. Seit 4. Juli 1904 waren Ferdinand und Ludwig Marxsohn alleinige Geschäftsführer. Bereits vor dem Ersten Weltkrieg wurde eine Leistung von 50.000 Hektolitern bei einer Personalstärke von ca. 80 Beschäftigten erzielt.
In der Zeit des Nationalsozialismus mussten die jüdischen Eigentümer den Betrieb veräußern, zum Teil auch deswegen, weil bisherige Kunden nicht mehr bereit waren, Bier von einem jüdischen Unternehmen abzunehmen. Aus den Akten im Hessischen Hauptstaatsarchiv Wiesbaden (HHStAW), die Auskunft geben über die langjährigen Geschäftsbeziehungen der Familien Marxsohn zu der Darmstädter Rechtsanwaltskanzlei von Friedrich Moritz Mainzer, ist ersichtlich, dass es 1935 zu einem Kaufangebot durch die Dr. August Oetker KG gekommen war, das aber aus nicht bekannten Gründen zu keinem Abschluss führte. Es kam dann zu Verhandlungen mit Willy Kaus, die mit einem Kaufvertrag vom 27. April 1936 besiegelt wurden. Die Brüder Marxsohn verkauften demnach Geschäftsanteile über 495.000,-- RM an Kaus für 306.000,-- RM, der sich zudem verpflichtete, eine Verbindlichkeit über 13.235,60 RM abzulösen. In den späteren Auseinandersetzungen mit dem Finanzamt Groß-Gerau wird allerdings mehrfach ein Kaufpreis von 380.000,-- RM genannt.
Friedrich Mainzer, der die Marxsohns in den Verhandlungen mit Kaus juristisch beriet, schrieb im Zusammenhang mit Hypothekenablösungen am 28. Juli 1936 an die Braunschweig-Hannoversche Hypothekenbank: „Die Herren Marxsohn haben ein gutes Geschäft für einen verhältnismässig nicht sehr hohen Betrag verkauft, während Herr Kaus das Geschäft für einen verhältnismässig niedrigen Preis gekauft hat.“ Das Stammkapital der GmbH betrug zu dem Zeitpunkt tatsächlich 550.000.-- RM, wovon je 212.500,-- RM von Ferdinand und Ludwig Marxsohn gehalten wurden, die zugleich GmbH-Geschäftsführer waren, und 125.000,-- RM von Walter Marxsohn. In einer Gerichtsentscheidung gegen das Finanzamt Groß-Gerau, das bei der Bemessung der Reichsfluchtsteuer auf dem Wert von 550.000,-- beharrte, entschied das Finanzgericht bei dem Oberfinanzpräsidenten Hessen dagegen, dass von einem Anteilswert von 440.000,-- RM (80 % von 550.000) auszugehen sei. Auch im Verhältnis dazu war der von Kaus bezahlte Kaufpreis noch sehr zu seinem Vorteil.
Diese Arisierung des Betriebs durch Kaus, der einige Jahre nach dem Zweiten Weltkrieg Alleineigentümer der Unionbrauerei wurde und diese in einen Konzern aus Unternehmen der unterschiedlichsten Wirtschaftszweige einfügte, führte offenbar zu innerfamiliären Auseinandersetzungen, insbesondere zwischen Ferdinand und Ludwig Marxsohn, die auch die seit Jahrzehnten bestehenden Beziehungen zwischen Ferdinand Marxsohn und Friedrich Mainzer belasteten. Die Auseinandersetzung entzündete sich daran, dass Mainzer am 15. April 1937 Ferdinand Marxsohn eine Honorar-Rechnung über 254,34 RM stellte. Dieser weigert sich zu zahlen, weshalb Mainzer am 24. September 1937 einen Zahlungsbefehl erwirkt. Die Weigerung Ferdinand Marxsohns war offenbar darin begründet, dass er vor dem Hintergrund der Auseinandersetzung mit seinem Bruder Ludwig befürchtete, durch die Anerkennung der Honorarforderung, die sich noch auf Leistungen rund um den Firmenverkauf bezog, „ein Präjudiz in der Auseinandersetzung zwischen den Brüdern“ zu schaffen. Zuvor, am 24. April 1937, hatte Mainzer aus seiner Sicht die Hintergründe des Konflikts beschrieben: „Der Schwiegersohn des Herrn Ferdinand Marxsohn, Reg.Rat i.R. Dr. Alfred Wolff in Darmstadt, war mit den Verhandlungen und mit dem Kaufabschluss nicht zufrieden; er war der Meinung, es sei zweckmässiger, das Geschäft zu verpachten – eine Auffassung, der ich aus Ihnen zweifellos verständlichen Gründen nicht beipflichten konnte. Herr Dr. Alfred Wolff hat sich deshalb recht scharf gegen die Veräusserungspläne in der von sämtlichen Beteiligten gebilligten Weise ausgesprochen und hat den Versuch gemacht, seinen Schwiegervater zu veranlassen, bei der Veräusserung nicht mitzuwirken, ein Versuch, der ihm missglückt ist. Nun sind nach Jahr und Tag, meiner Ansicht nach auf Veranlassung von Herrn Dr. Alfred Wolff, Misshelligkeiten zwischen den Brüdern entstanden.“
Mainzer, der seine Forderung zwischenzeitlich auf 830,13 RM erhöht hatte, bot Marxsohn am 15. März 1939 eine pauschale Abgeltung in Höhe von 500,-- RM an. Dazu schrieb er:

„Ich habe bei er Liquidation meines Büros keine Streitigkeiten gehabt und insbesondere auf die Verhältnisse von Juden jede nur erdenkliche Rücksicht genommen. Es würde mir im höchsten Masse widerstehen, gerade mit Ihnen, mit dem ich Jahrzehnte lange angenehme persönliche und berufliche Beziehungen hatte, in einen Streit zu geraten, der meiner Ueberzeugung nach ebenso wenig Ihren Wünschen entspricht, wie er es den meinen tut. Ich kann aber andererseits unmöglich mich dem Diktat der Sie beratenden Herren fügen und bin es mir schuldig, die Angelegenheit zu Ende zu bringen.“

Eine Antwort Marxsohns ist in den Akten nicht enthalten; Friedrich Mainzer emigrierte kurze Zeit später nach England.
1967 veräußerte Kaus die Unionbrauerei sowie die ebenfalls ihm gehörende Heidelberger „Engelbräu“ und die Mülheimer „Ibingbrauerei“ an die Frankfurter Henninger Brauerei. Kaus, der ein Firmenimperium mit insgesamt 17.000 Mitarbeitern aufgebaut hatte, soll durch Börsenspekulationen in finanzielle Schieflage gekommen sein. Henninger kaufte zu dieser Zeit bereitwillig lästige Konkurrenz im Frankfurter Umland auf, um sie stillzulegen und den eigenen Anteil am schon damals hart umkämpften Biermarkt zu erhöhen. Dieses Schicksal hatte auch die Unionbrauerei. Zuletzt hatte die Brauerei bei einer Mitarbeiterzahl von rund 120 Beschäftigten einen Ausstoß von 100.000 Hektolitern Bier sowie ein Verbreitungsgebiet zwischen Wiesbaden, Rheinhessen und Aschaffenburg.

## Produkte
Erzeugt und vertrieben wurde Exportbier und Pils, ein Lagerbier, ein helles Bockbier (ganzjährig), das Bockbier „Uniator“ zur Weihnachtszeit sowie das Malzbier „Univita“. Hinzu kam noch die in Lizenz erfolgte Limonadenherstellung von Bluna und Afri-Cola mit einem Ausstoß von 30.000 Hektolitern alkoholfreier Getränke. Zuständig war hier die „Union-Getränkeindustrie“ (in Werbeanzeigen auch „Bluna Getränke-Industrie Groß-Gerau“).

## Brauereieigentümer
- Baruch Marxsohn (1831–1913): Das Grab des Gründers der Brauerei befindet sich auf dem Jüdischen Friedhof in Groß-Gerau.
- Ferdinand Marxsohn (1869–1943): Neffe von Baruch und Bruder von Ludwig. Aus Groß-Gerau 1936 vertrieben, zog er zunächst nach Frankfurt und wohnte danach kurzzeitig in Darmstadt. 1942 wurde er ins Ghetto Theresienstadt deportiert und dort ermordet.
- Ludwig Marxsohn (1870–1945): Neffe von Baruch und Bruder von Ferdinand, konnte 1939 nach Jerusalem fliehen und verstarb dort 1945, kurz vor Kriegsende.
- Willi Orschler (Wilhelm Orschler): war 1943 an der Ostfront gefallen; seine Witwe Brunhilde, geb. Greve sowie sein Sohn Dieter Orschler wurden jeweils zu ¼-Erben. 1951 wurden der Gesellschaftsvertrag zwischen der Witwe Hilde Orschler, ihrem nachgerückten Sohn Dieter und die Fa. Kaus-Orschler aufgelöst; von da an firmierte die Brauerei als Unionbrauerei, Inhaber W. Kaus Groß-Gerau.
- Willy Kaus (1900–1978): war ein deutscher Unternehmer und Industrieller. Im Zuge der gegen Unternehmer jüdischen Glaubens gerichteten Enteignungsmaßnahmen des NS-Regimes erwarb Kaus neben der Unionbrauerei noch weitere Firmen. Als ehemaliger Wehrwirtschaftsführer durchlief Kaus nach dem Zweiten Weltkrieg den Entnazifizierungsprozess der Alliierten und musste einen Großteil seiner zwischen 1933 und 1945 erworbenen Unternehmensanteile zurückgeben.

## Brauerei-Gelände heute
Ab 1985 wurden die Gebäude auf dem ehemaligen Gelände der Unionbrauerei im nördlichen Stadtgebiet nach und nach saniert. In den darauffolgenden Jahren wurde die ehemalige Brauerei in einen Gewerbepark mit Büro- und Lagerflächen umgebaut. 2008 waren 44 Gewerbebetriebe hier tätig, größtenteils aus dem Dienstleistungssektor. Der Gewerbepark „Alte Brauerei“ besteht aus dem ehemaligen Brauerei-Turm und vier weiteren Gebäuden.
2019 wurde eine „Wiedergeburt“ der Unionbrauerei angekündigt.